# Saint-Igny-de-Roche
Saint-Igny-de-Roche is een gemeente in het Franse departement Saône-et-Loire (regio Bourgogne-Franche-Comté) en telt 620 inwoners (2005). De plaats maakt deel uit van het arrondissement Charolles.

## Geografie
De oppervlakte van Saint-Igny-de-Roche bedraagt 8,0 km², de bevolkingsdichtheid is 77,5 inwoners per km².
De onderstaande kaart toont de ligging van Saint-Igny-de-Roche met de belangrijkste infrastructuur en aangrenzende gemeenten.

## Demografie
Onderstaande figuur toont het verloop van het inwonertal (bron: INSEE-tellingen).